# Dendrocolaptes
Dendrocolaptes – rodzaj ptaków z podrodziny tęgosterów (Dendrocolaptinae) w rodzinie tęgosterowatych (Dendrocolaptidae).

## Zasięg występowania
Rodzaj obejmuje gatunki występujące w Ameryce.

## Morfologia
Długość ciała 25–30 cm; masa ciała 47–98 g.

## Systematyka

### Etymologia
Dendrocolaptes: gr. δενδροκολαπτης dendrokolaptēs „dzięcioł”, od δενδρον dendron „drzewo”; κολαπτω kolaptō „dziobać”; tęgoster prążkowany został opisany w 1783 roku jako gatunek dzięcioła.

### Podział systematyczny
Do rodzaju należą następujące gatunki:
- Dendrocolaptes sanctithomae (Lafresnaye, 1852) – tęgoster północny
- Dendrocolaptes certhia (Boddaert, 1783) – tęgoster prążkowany
- Dendrocolaptes platyrostris von Spix, 1824 – tęgoster płaskodzioby
- Dendrocolaptes hoffmannsi Hellmayr, 1909 – tęgoster rudogłowy
- Dendrocolaptes picumnus M.H.C. Lichtenstein, 1820 – tęgoster zebrowany